# Koilwar
Koilwar là một thành phố và là một khu vực quy hoạch (notified area) của quận Bhojpur thuộc bang Bihar, Ấn Độ.

## Nhân khẩu
Theo điều tra dân số năm 2001 của Ấn Độ, Koilwar có dân số 19.925 người. Phái nam chiếm 61% tổng số dân và phái nữ chiếm 39%. Koilwar có tỷ lệ 55% biết đọc biết viết, thấp hơn tỷ lệ trung bình toàn quốc là 59,5%: tỷ lệ cho phái nam là 55%, và tỷ lệ cho phái nữ là 54%. Tại Koilwar, 19% dân số nhỏ hơn 6 tuổi.